# Trường Trung học phổ thông chuyên Nguyễn Du
Trường Trung học Phổ thông chuyên Nguyễn Du là một trường trung học phổ thông công lập tại thành phố Buôn Ma Thuột, tỉnh Đắk Lắk thuộc hệ thống các trường trung học phổ thông chuyên tại Việt Nam đặt dưới sự quản lý của Bộ Giáo dục và Đào tạo. Trường được coi là một trong những trọng điểm đào tạo học sinh năng khiếu của Tây Nguyên và duyên hải Nam Trung Bộ. Trường được thành lập theo quyết định 435/QĐ–UB, ngày 23/06/1994 của UBND Tỉnh Đắk Lắk. Hiện tại trường là một trong hai nơi chuyên đào tạo học sinh năng khiếu cấp Trung học phổ thông các môn văn hóa, ngoại ngữ (bao gồm tiếng Anh và tiếng Pháp) trên địa bàn tỉnh Đắk Lắk nhằm phục vụ cho công cuộc công nghiệp hóa, hiện đại hóa của tỉnh Đắk Lắk và cả khu vực Tây Nguyên.

## Khen thưởng
- Huân chương Lao động hạng Ba năm học 2009-2010
- Huân chương Lao động hạng Nhì từ năm học 2010-2011 đến năm học 2014 – 2015
- Huân chương Lao động hạng Nhất năm 2022 - 2023

Trường tổ chức tuyển sinh lớp 10 hằng năm với 4 bài thi trong 2 ngày là: Toán, Ngữ Văn dưới hình thức tự luận trong thời gian 120 phút, Ngoại Ngữ gồm Tiếng Pháp hoặc Tiếng Anh dưới hình thức trắc nghiệm trong thời gian 60 phút. Ngoài ra thí sinh còn tham gia bài thi Chuyên với thời gian 150 phút. Hằng năm, trường luôn thuộc "top" những trường THPT chuyên trong khu vực có nhiều học sinh đăng kí thi tuyển nhất, và có tỉ lệ "chọi" khá cao ở một số môn. Đặc biệt trong năm học 2020-2021, trường tuyển 385 chỉ tiêu từ gần 1300 học sinh. Cùng năm ấy, môn Tiếng Anh của trường có số lượng học sinh đăng kí là 349 khiến tỉ lệ "chọi" ở môn này lên đến 1:10.

## Lịch sử
Đắk Lắk là vùng đất giàu có nhất ở Tây Nguyên, nơi tập trung nhiều thành phần dân cư, dân tộc trên cả nước về đây làm ăn sinh sống và cũng là mảnh đất hội tụ nhiều con người hiếu học. Và cũng chính từ quê hương Đắk Lắk đã có biết bao nhiêu thế hệ trưởng thành và phục vụ trên khắp mọi miền đất nước. Tự hào thay, trên chính mảnh đất này, Trường THPT Chuyên Nguyễn Du được ra đời, trải qua hơn 30 năm xây dựng và phát triển, Trường luôn xứng đáng là niềm tự hào của toàn thể cán bộ và nhân dân tỉnh Đắk Lắk, là điểm sáng trong sự nhiệp giáo dục của tỉnh Đắk Lắk.
Hơn 30 năm trước, trường Trung học Phổ thông Chuyên Nguyễn Du được thành lập theo Quyết định 435/QĐ-UB ngày 23/06/1994 của UBND tỉnh Đắk Lắk. Sau 2 năm xây dựng, trường chính thức đi vào hoạt động từ năm học 1996–1997. Ngày đầu thành lập, trường mang tên là Trường Cấp 2-3 Chuyên Nguyễn Du, đến năm 2001 trường được đổi tên thành Trường THPT Chuyên Nguyễn Du.
Trải qua 30 năm xây dựng và phát triển, nhà trường không ngừng lớn mạnh về mọi mặt, khẳng định được vị trí, vai trò của mình và hoàn thành xuất sắc nhiệm vụ phát hiện,  tuyển chọn, bồi dưỡng học sinh năng khiếu, là nơi góp phần đào tạo nguồn nhân lực chất lượng cao cho địa phương và cả nước. Nhà trường luôn là lá cờ đầu của Ngành Giáo dục và Đào tạo tỉnh Đắk Lắk, là điểm sáng của giáo dục và đào tạo các tỉnh Duyên hải Nam Trung bộ và Tây Nguyên.

## Đào tạo

### Quy mô đào tạo và chất lượng giáo dục
Năm học đầu tiên (1996 – 1997) nhà trường có 31 lớp, 602 học sinh từ lớp 6 đến lớp 12 bao gồm các lớp chuyên Văn, Anh văn, Pháp văn, Toán, Lý, Hóa, Tin học. CB, GV gồm 55 người. 

Logo chính thức của trường THPT chuyên Nguyễn Du, Đăk Lăk

Từ khi thành lập đến nay, quy mô nhà trường không ngừng phát triển. Đầu tiên, trường tọa lạc tại số 01 Lê Hồng Phong, thành phố Buôn Ma Thuột. Lúc đó quy mô trường còn nhỏ, nằm giữa lòng thành phố Buôn Ma Thuột, tỉnh Đăk Lăk. Năm học đầu tiên trường chỉ có 602 học sinh và 55 cán bộ giáo viên, đến năm học 2018 - 2019 qui mô nhà trường gồm 30 lớp với 1050 học sinh từ lớp 10 đến lớp 12, có 10 bộ môn chuyên. Trong đó: 24 lớp chuyên, 6 lớp không chuyên. Toàn trường có 92 biên chế chính thức, trong đó cán bộ, giáo viên có 85 người. Nay đã lên đến 1085 học sinh với 25 lớp chuyên Văn, Sử, Địa, Tiếng Anh, Tiếng Pháp, Toán, Tin, Lý, Hoá, Sinh học và 6 lớp không chuyên. Đội ngũ cán bộ, giáo viên, nhân viên gồm 100 người, trong đó có 87 giáo viên đứng lớp. Tỉ lệ giáo viên trên chuẩn đạt 53%.  
Hiện nay, trường đào tạo các lớp theo hệ chuyên (gồm 10 môn chuyên biệt) gồm: 
- chuyên Toán,
- chuyên Tin học,
- chuyên Vật lý,
- chuyên Hóa học
- chuyên Sinh học,
- chuyên Tiếng Anh,
- chuyên Tiếng Anh - Tiếng Pháp (lớp chuyên Tiếng Anh và Tiếng Pháp được gộp lại, học sinh trong toàn bộ 2 lớp chuyên Anh và cả chuyên Anh - Pháp đều phải theo học ngoại ngữ 2 là Tiếng Pháp),
- chuyên Ngữ Văn (tách ra từ khối lớp Văn - Sử - Địa năm 2022),
- chuyên Lịch Sử (tách ra từ khối lớp Sử - Địa năm 2024),
- chuyên Địa Lý (tách ra từ khối lớp Sử - Địa năm 2024)

Hàng năm, chất lượng hai mặt giáo dục của nhà trường không ngừng nâng cao, tỉ lệ học sinh xếp loại hạnh kiểm tốt, khá luôn đạt 100%; học lực giỏi, khá đạt trên 98%; tỉ lệ đỗ tốt nghiệp và đại học luôn đạt gần 100% với nhiều học sinh đỗ thủ khoa. Trường THPT Chuyên Nguyễn Du luôn đứng ở thứ hạng cao trên top 200 trường THPT cả nước có tỷ lệ đỗ vào đại học cao nhất. Năm 2010, trường xếp vị thứ 32 (ĐTB: 18,11), năm 2011, trường xếp vị thứ 28 (ĐTB: 18,62), năm 2012, trường xếp vị thứ 24 (ĐTB: 19,0), năm 2013, trường xếp vị trí 21 (ĐTB: 21,13), năm 2014, trường xếp vị thứ 29 (ĐTB: 20,43)... Nhiều học sinh đạt danh hiệu thủ khoa với điểm thi tuyệt đối, nhiều học sinh nhận được học bổng du học tại các trường danh tiếng trên thế giới. 
Trong những năm qua, nhà trường đã có nhiều học sinh được tuyển thẳng vào đại học, được chọn vào các lớp kỹ sư chất lượng cao, tài năng và được nhận học bổng của Nhà nước du học tại các nước phát triển.
Nhiều em đã bảo vệ luận án tiến sĩ, đang giảng dạy, công tác tại nhiều trường đại học lớn trong và ngoài nước, đã đóng góp rất lớn vào sự phát triển kinh tế – xã hội của tỉnh Đắk Lắk và cả nước.

Thành tích nổi bật của nhà trường chính là chất lượng giáo dục mũi nhọn. Trong các kì thi học sinh giỏi các cấp, học sinh của trường đã giành được 2241 giải học sinh giỏi cấp tỉnh, 857 giải quốc gia, 70 giải HSG QG giải toán 
trên máy tính cầm tay, 957 huy chương Olympic các tỉnh phía Nam, 629 giải hóa học Australia. Trường luôn xếp vị trí cao trong các trường chuyên khu vực miền Trung – Tây nguyên về thành tích học sinh giỏi quốc gia.
Các cuộc thi Violympic, IOE cấp tỉnh, quốc gia cũng được học sinh nhà trường hưởng ứng và đạt được nhiều thành tích cao.
Bên cạnh những thành tích trong công tác dạy và học, các hoạt động văn nghệ, thể thao và hoạt động xã hội được nhà trường chú trọng duy trì thường xuyên, có hiệu quả và đạt nhiều giải cao trong các hội thi, hội diễn. Nhiều hình thức sinh hoạt tập thể phong phú như tổ chức các câu lạc bộ như CLB “Bạn yêu thích Sinh học”, CLB Vật Lý, CLB Tiếng Anh, NguyenDu Radio, NguyenDu – Festival, hội thi cắm hoa, ẩm thực nhân ngày HS – SV 9/1, thi làm đồ dùng học tập, sáng tác, báo tường… đã tạo ra sân chơi bổ ích, lành mạnh giúp học sinh phát triển toàn diện. Năm học 2015-2016, học sinh Phan Tiến Tùng, lớp 12 chuyên Anh đã đạt giải ba cuộc thi “Đường lên đỉnh Olympia năm thứ 16”. Năm học 2018-2019, họ sinh Đoàn Nam Thắng – lớp 12 chuyên Tin tự hào là thí sinh thứ 2 của tỉnh Đắk Lắk từ trước đến nay lọt vòng trận chung kết năm Olympia.

### Thành tích qua các cuộc thi
- Tại Kỳ thi Học sinh giỏi quốc gia năm 2020, học sinh trường THPT chuyên Nguyễn Du dành được 39 giải (1 Nhất, 10 Nhì, 9 Ba, 19 Khuyến khích). Tiếp tục dẫn đầu lần thứ 4 liên tiếp các trường THPT khu vực Duyên hải Nam Trung Bộ và Tây Nguyên. Năm học 2023 - 2024 và 2024 - 2025 là hai năm học nhà trường liên tiếp có các học sinh đạt giải Nhất kì thi chọn học sinh giỏi cấp Quốc Gia với lần lượt 3 giải Nhất (Hóa học, Vật Lí, Địa Lí) và 2 giải Nhất (Tin Học). Từ đó khẳng định chất lượng dạy học ngày càng đi lên của thầy trò trường THPT Chuyên Nguyễn Du. Bên cạnh đó, trường còn được xếp hạng thứ 25 về số lượng học sinh đạt giải học sinh giỏi cấp Quốc Gia trên tổng số 63 tỉnh thành khắp cả nước.
- Tại Kỳ thi Olympic truyền thống 30/4 lần thứ XXV - 2019 do Sở GDĐT TP. Hồ Chí Minh tổ chức (có 63 trường THPT đến từ 39 tỉnh, thành khu vực Phía Nam tham dự), các học sinh của nhà trường đoạt 54 Huy chương, gồm 22 Huy chương Vàng, 20 Huy chương bạc và 12 Huy chương Đồng, xếp vị trí thứ 4/63 trường, xếp thứ 2 khu vực Duyên hải Nam Trung Bộ Tây Nguyên (sau THPT chuyên Lê Quý Đôn - Đà Nẵng). Tiếp theo đó là các năm 2023, trường tiếp tục giành được vị trí thứ 2 sau Trường Trung học phổ thông chuyên Lê Hồng Phong, Thành phố Hồ Chí Minh.
- Học sinh Trần Thế Phong đạt giải Nhất và cũng là thủ khoa môn Tin học Kì thi Học sinh giỏi Quốc gia năm học 2018-2019.
- Học sinh Hoàng Huy Thông đạt thủ khoa khối B0 toàn quốc kì thi Tốt Nghiệp THPT năm 2017 (Đạt điểm tuyệt đối ở ba môn)
- Học sinh Trần Nguyễn Thanh Tùng đạt thủ khoa khối A1 toàn quốc kì thi Tốt nghiệp THPT năm 2020 với 29.5 điểm.
- Học sinh Đoàn Nam Thắng đã tham gia vào Chung kết Đường lên đỉnh Olympia năm 2019 và đạt giải ba.
- Học sinh Phan Tiến Tùng đã tham gia vào Chung kết Đường lên đỉnh Olympia năm 2016 và đạt giải ba.
- Học sinh Nguyễn Hoàng Nguyên xuất sắc đạt huy chương đồng (năm 2022) và tấm huy chương bạc đầu tiên (năm 2023) của Việt Nam trong kì thi Olympic Kinh Tế Quốc Tế

## Hoạt động ngoại khóa
Trường THPT chuyên Nguyễn Du luôn chú trọng phát triển toàn diện cho học sinh, đào tạo nên những lớp học sinh có kiến thức và kĩ năng tốt. Từ phương châm ấy, trường xây dựng nhiều các câu lạc bộ cùng các hoạt động ngoại khóa thường xuyên. Một số câu lạc bộ và tổ chức hoạt động xã hội tiêu biểu của trường như:
- Câu lạc bộ Cộng Đồng (thiện nguyện và hoạt động xã hội)
- Câu lạc bộ âm nhạc NguyenDu Music Club (nghệ thuật)
- Câu lạc bộ Tranh biện Chuyên Nguyễn Du (TND) (Tranh biện)
- Câu lạc bộ POEX (tiếng Anh)
- NguyenduRadio (phát thanh)
- Câu lạc bộ P.U.B.Muas (nghệ thuật)
- Câu lạc bộ Bóng đá THPT chuyên Nguyễn Du (thể thao)
- Câu lạc bộ Bóng rổ THPT chuyên Nguyễn Du (thể thao)
- Câu lạc bộ Cờ vua THPT chuyên Nguyễn Du (thể thao)
- Câu lạc bộ Bơi lội THPT chuyên Nguyễn Du (thể thao)
- Câu lạc bộ Bóng chuyền THPT chuyên Nguyễn Du (thể thao)
- Câu lạc bộ Artist Studio Nguyễn Du (nghệ thuật)

Đặc biệt, hiện tại các cựu học sinh của trường cũng đã đóng góp và xây dựng nên "Đỉnh tri thức", cuộc thi tìm kiếm đại diện cho trường tại chương trình Đường lên đỉnh Olympia của VTV. Chương trình đã trải qua 8 mùa với quán quân gần đây nhất là em Nguyễn Nhật Hoàng, học sinh lớp chuyên Anh-Pháp khóa 20-23.
Hàng tháng, tại hội trường 600 chỗ của trường còn tổ chức Chương trình Ngoại khóa giữa 2 khối chuyên. Mỗi chương trình đều là những tác phẩm nghệ thuật được các em học sinh hoàn toàn biên đạo và tập luyện. Những chương trình đều được trình diễn công phu mà vẫn mang đến giá trị giáo dục sâu sắc theo từng chủ đề mà Đoàn trường đưa ra.
Trường còn có sự kiện PROM cuối năm dành cho học sinh khối 12. Đêm PROM 2020 của trường đã diễn ra rực rỡ với chủ đề là SAY.

### Trong cuộc thiĐường lên đỉnh Olympia
| Thí sinh              | Năm thi    | Tuần                 | Tháng                | Quý                  | Năm                |
| --------------------- | ---------- | -------------------- | -------------------- | -------------------- | ------------------ |
| Huỳnh Thanh Hùng      | Olympia 6  | Giải nhất - 190 điểm | Giải ba - 170 điểm   |                      |                    |
| Trần Hoàng Giang      | Olympia 7  | Giải nhất - 190 điểm | Giải nhì - 190 điểm  |                      |                    |
| Nguyễn Trọng Nghĩa    | Olympia 8  | Giải nhất - ? điểm   | Giải nhất - ? điểm   | Giải nhì - 220 điểm  |                    |
| Nguyễn Trọng Tài      | Olympia 9  | Giải nhất - 285 điểm | Giải nhì - 175 điểm  |                      |                    |
| Phạm Văn Giang        | Olympia 9  | Giải ba - 160 điểm   |                      |                      |                    |
| Nguyễn Thảo Quyên     | Olympia 13 | Giải ba - 100 điểm   |                      |                      |                    |
| Phan Tiến Tùng        | Olympia 16 | Giải nhất - 280 điểm | Giải nhất - 230 điểm | Giải nhất- 345 điểm  | Giải ba - 140 điểm |
| Bùi Văn Phạm Trường   | Olympia 17 | Giải nhì- 250 điểm   | Giải ba - 150 điểm   |                      |                    |
| Đoàn Nam Thắng        | Olympia 19 | Giải nhất - 250 điểm | Giải nhất - 300 điểm | Giải nhất - 210 điểm | Giải ba - 200 điểm |
| Cao Xuân Vũ           | Olympia 20 | Giải nhất - 300 điểm | Giải ba - 140 điểm   |                      |                    |
| Nguyễn Nhật Hoàng     | Olympia 22 | Giải nhì - 235 điểm  |                      |                      |                    |
| Đặng Phạm Thanh Lương | Olympia 23 | Giải nhì - 305 điểm  | Giải ba - 130 điểm   |                      |                    |